# Claude Collard (football)
Ne doit pas être confondu avec Claude Collard.
Claude Collard, né le 29 février 1936 à Charleroi et décédé le 25 mars 2017 à Philippeville, est un joueur de football belge. Il évoluait au poste de défenseur central.

## Biographie
Claude Collard ne connaît qu'un seul club pendant toute sa carrière de footballeur :  le Sporting Charleroi. Affilié au Sporting le 2 avril 1948 à l'âge de 12 ans, il joue dans les équipes de jeunes avant d'être aligné en équipe première lors de la saison 1954-1955. Il y occupe la place de défenseur central et devient le capitaine des Zèbres durant les années soixante. 
Il se classe vice-champion de Belgique en 1968-1969 avec le Sporting. La saison suivante, il participe à la Coupe des villes de foires (quatre matchs joués).
Il range les crampons à l'issue de la saison 1969-1970, à l'âge de 34 ans. 
Figure emblématique du Sporting, il a la réputation d'un joueur sobre, dur, intraitable, mais intègre. Il joue au total presque 500 matches et 23 saisons sous la vareuse zébrée, dont 7 saisons en division 1 belge.

## Palmarès
- Vice-champion de Belgique en 1968-1969 avec le Sporting Charleroi.